# Villachambre
Villachambre (llamada oficialmente Santa Mariña de Vilachambre) es una parroquia y una aldea española del municipio de Baralla, en la provincia de Lugo, Galicia.

## Organización territorial
La parroquia está formada por dos entidades de población:
- Reguengo (O Reguengo)[5]
- Vilachambre

## Demografía

### Parroquia
| Gráfica de evolución demográfica de Villachambre (parroquia) entre 2000 y 2019 |
|                                                                                |
| Datos según el nomenclátor publicado por el INE.                               |

### Aldea
| Gráfica de evolución demográfica de Vilachambre (aldea) entre 2000 y 2019 |
|                                                                           |
| Datos según el nomenclátor publicado por el INE.                          |